# Nationalpark Synjohora
Nationalpark Synjohora eller Rezydentsija "Synjohora" (ukrainsk: Резиденція "Синьогора") er en nationalpark eller national naturpark i Ukraine, der blev oprettet i 2009 ud for præsidentens officielle bolig beliggende nær Huta landdistriktsråd, i Ivano-Frankivsk oblask. Boligen også kendt som vinterboligen administreres af statens ledelse og finansieres over statsbudgettet.
Bygningerne er opført i 2001 som et sanatorium for "Ivano-Frankivskghaz", og blev overført til statseje i december 2002 af Janukovitj-regeringen og omdannet til en nationalpark i 2009. 